# ريك هولدن
ريك هولدن (بالإنجليزية: Rick Holden)‏ هو لاعب كرة قدم ومدرب كرة قدم بريطاني، ولد في 9 سبتمبر 1964 في Skipton ‏ في المملكة المتحدة. لعب مع أولدهام أثلتيك ومانشستر سيتي ونادي بلاكبول ونادي بيرنلي ونادي هاليفاكس تاون ونادي واتفورد.

## وصلات خارجية
- ريك هولدن على موقع قاعدة بيانات كرة القدم.إي يو (الإنجليزية)
- ريك هولدن على موقع Soccerbase.com (لاعب) (الإنجليزية)
- ريك هولدن على موقع عالم كرة القدم.نت (الإنجليزية)